# Бухгалтерский баланс
Бухга́лтерский бала́нс (фр. balance, дословно — «весы» от лат. bilanx «имеющий две весовые чаши») — одна из пяти основных составляющих бухгалтерской отчётности. В соответствии с международными правилами финансовой отчётности, баланс содержит данные об активах, обязательствах и собственном капитале. В советской, российской, украинской бухгалтерской практике — способ группировки активов и пассивов организации в денежном выражении. Бухгалтерский баланс характеризует имущественное и финансовое состояние организации в денежной оценке на отчётную дату.
В соответствии с МСФО баланс состоит из трёх частей: активов, обязательств и капитала. В основном, статьи баланса по традиции следуют друг за другом в порядке ликвидности, хотя есть исключения. Основное свойство баланса состоит в том, что суммарные активы всегда равны сумме обязательств и собственного капитала. Активы показывают, какими средствами располагает организация, а обязательства и собственный капитал показывают, кто предоставил эти средства и в каком размере. Все ресурсы, которыми обладает предприятие, могут быть предоставлены либо собственниками (капитал), либо кредиторами (обязательства). Поэтому сумма требований кредиторов вместе с требованиями владельцев должна быть равна сумме активов. Это также обусловлено тем, что при отражении операций на счетах в балансе соблюдается принцип двойной записи.
Представление текущей информации об имуществе хозяйствующего субъекта в виде бухгалтерского баланса является одним из основополагающих методов бухгалтерского учёта. Бухгалтерский баланс не отражает движения средств и фактов осуществления конкретных хозяйственных операций, но показывает финансовое состояние хозяйствующего субъекта в определённый момент времени. Сущность баланса (как метода) состоит в том, что данные о стоимости имущества хозяйствующего субъекта на интересующую дату группируются определённым образом, позволяющим провести финансовый анализ и получить прогнозы на будущее.

## Балансоведение
Балансоведение — наука об экономической сущности бухгалтерского баланса, принципах его построения, правилах оценки статей и использовании балансовой информации в целях управления предприятием.
Основу балансоведения составляет принцип равенства двух частей баланса, а также методов регистрации и классификации. Общее в подходах всех школ заключается в единстве целей и задач, где цель учёта определялась как определение всех составляющих имущества организации, включаемых в баланс и постатейной оценке статей баланса. Во второй половине XIX века происходило зарождение балансоведения как науки, тогда были сформированы различные учётные школы, которые имели свои подходы к изучению баланса:
- итальянская школа — логисмографический и статмографический подход,
- немецкая школа — камеральный подход,
- французская школа — математический подход,
- англо-американская школа — прагматический подход[10].

Термин «баланс» в XIX веке был многозначен. Выделяется три наиболее распространённые трактовки его значения:
- равновесие;
- разница между двумя сторонами счёта;
- отчётная форма[10].

В настоящее время последняя трактовка преобладает, хотя ещё в XIX веке подобной однозначности не было.

## История

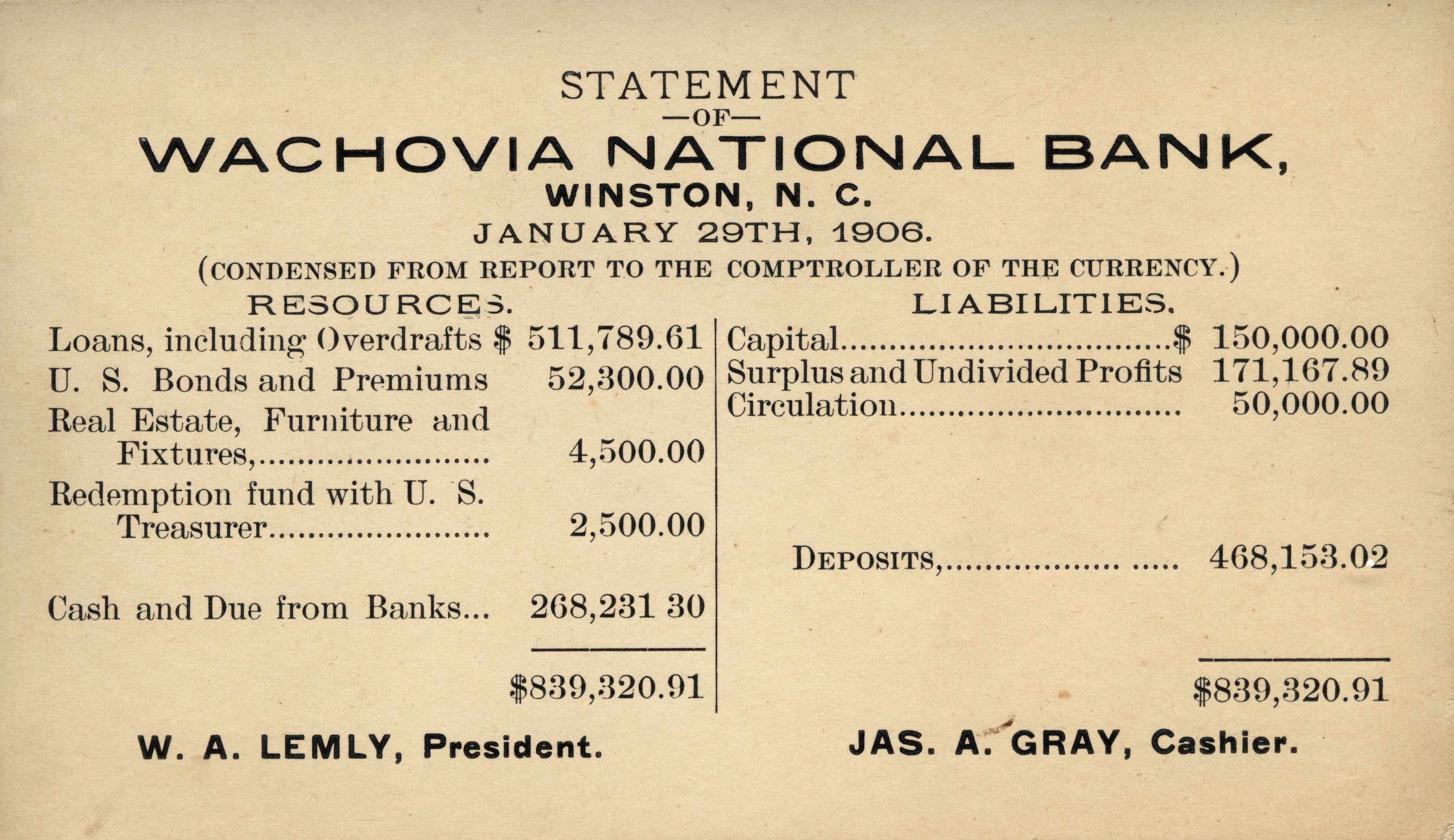
Бухгалтерский баланс банка, 1906 год

Баланс — старейший вид обобщения данных о финансово-экономической жизни компаний. Точные данные о происхождении бухгалтерского баланса неизвестны. В архивах компании Франческо Датини впервые в истории можно найти документально подтверждённый принцип применения двойной записи при отражении операций по счетам. Кроме этого в его торговой компании в первой половине 1390-х был составлен первый годовой бухгалтерский баланс, прототип современного. Первые теоретические сведения о нём были получены только в 1494 году, когда вышла в свет работа Луки Пачоли «Трактат о счетах и записях», содержавшая первое описание не только баланса, но и бухгалтерии в целом.
Баланс, который был описан Лукой Пачоли, представлял собой структурированный документ, состоящий из двух сегментов — актива и пассива, которые должны быть равны. В актив надлежало заносить все счета с дебетовыми сальдо, а в пассив — все счета с кредитовыми сальдо. Значения самих понятий «дебет» и «кредит» не объяснялись. Фактически же под дебетом понималась левая сторона любого счёта, а под кредитом — его правая сторона.
Таким образом, смысл группировки данных в балансе был пользователям непонятен. В результате такой разноски в актив, наряду с активными статьями, попадала статья убытков. А в пассиве, наряду с кредиторской задолженностью, находились капитал и прибыль. Такой подход по сути называется теорией одного ряда счетов, в основу такого подхода принята предпосылка, что все счета одинаковы по своей природе и подчиняются общим правилам регистрации (например, формирование корреспонденций счетов по правилу: дебетовать того, кто получает, а кредитовать того, кто даёт.
Такой способ группировки сохранялся несколько веков. Только через триста лет после появления баланса появились первые критические реплики в адрес бухгалтерии. В XIX веке в Европе стали появляться акционерные общества, чьи балансы публиковались в газетах и даже рассматривались в судах. На странную структуру баланса обратили внимание многие непредубеждённые пользователи, которые и начали критиковать действующую форму баланса.
Первыми среагировали на факт смешения данных в балансе французские бухгалтеры Евгений Леоте и Адольф Гильбо. В середине 80-х годов XIX века они написали работу «Общие руководящие начала счетоведения», сделав выводы, что в активе баланса, наряду с действительными активами, есть и активы фиктивные. Аналогично, пассив, наряду с настоящими пассивами, содержит пассивы фиктивные.
Именно тогда возникла идея заменить слова «актив» и «пассив» словами «дебет» и «кредит». В газетах начали появляться балансы акционерных обществ с заголовками «дебет и кредит». Такой подход был адекватнее предыдущего, так как на сторонах баланса определялась именно сторона счёта, на которой находилось сальдо, но всё равно не решал проблем. Тогда было решено в балансе ничего не менять, но предупреждать пользователей о наличии фиктивных статей в активе и в пассиве, но такой вариант вызвал широкое возмущение пользователей.
В первой половине XX века основоположник немецкой камеральной бухгалтерии Иоганн Фридрих Шер предложил провести реформу процедуры составления баланса, которая состояла из 3 этапов:
1. Перенос убытков из активов в раздел капитала с обратным знаком.
2. Перенос кредиторской задолженности на левую сторону с обратным знаком.
3. Переименование заголовков сторон: совокупность статей на левой стороне баланса Шер назвал «имущество» (которое состоит из имущественного актива и имущественного пассива). Правую сторону баланса он называл словом «Капитал»[12].

Теория двух рядов счетов (так называется теория Шера), пришла на замену теории одного ряда счетов и позволила ясно и просто определить дебет и кредит бухгалтерского счёта.
В России в 1908 году Георгий Авксентьевич Бахчисарайцев разработал и опубликовал теорию, в которой заявил, что бухгалтерию следует понимать только через баланс. Баланс в его исторической форме и балансовый метод в целом следует принять в качестве аксиомы и далее основывать все теоретические положения на их основе. Точка зрения Бахчисарайцева нашла поддержку в России и за рубежом. К 1930 году в России балансовая теория стала общепринятой, а теория двух рядов счетов не использовалась. Но уже в начале XX века началась поэтапная реформация баланса в направлении, указанном Шером, и баланс становился понятнее.
Во второй половине XIX века в США и Великобритании активно развивалось банковское дело и финансовые рынки, что потребовало предоставления финансовой отчетности для получения кредитов и участия в торгах на биржах. В итоге появились хорошо структурированная и достаточно унифицированная отчетность, которая строилась исходя из интересов различных пользователей отчетности, в том числе и менеджеров. Сейчас баланс, составленный по МСФО, состоит не из двух, а из трёх элементов: активов, капитала и обязательств. Причём убытки находятся не в активах, а в капитале.

## Виды бухгалтерских балансов
Существует множество различных видов бухгалтерских балансов, которые классифицируются по различным признакам, в зависимости от назначения, содержания и порядка составления.
- По способу формирования:
  1. Сальдовый баланс характеризует в денежной оценке имущество хозяйствующего субъекта и источники образования имущества по состоянию на определённую дату. Баланс составляется бухгалтерией компании путём подсчёта остатков (сальдо) по счетам[17].
  2. Оборотный баланс помимо остатков средств и источников формирования имущества на начало и конец периода содержит данные об их движении за отчётный период. Оборотный баланс имеет большое значение как промежуточный рабочий документ, который используется при составлении вступительного, заключительного и ликвидационного балансов.
- По периодичности:
  1. Вступительный (начальный) баланс — первый баланс, составляемый в начале деятельности компании. В активе отражается состав имущества компании (обычно представленный в виде взносов участников), а в пассиве — источники его возникновения[18].
  2. Заключительный баланс — отчётный документ о производственно-финансовой деятельности компании за определённый период времени[19].
    1.  Годовой бухгалтерский баланс — заключительный баланс, который является завершением отчётного года и служит обоснованием для открытия счетов в новом отчётном году[20].
    2. Промежуточный бухгалтерский баланс предоставляется за период более короткий, чем полный отчётный год, и обычно является сокращённой формой обычного отчёта, хотя большинство стандартов не запрещают предоставлять промежуточный баланс в полном объёме[21].

  3. Санируемые балансы составляются в ситуации, когда компания находится на пороге банкротства[9].
  4. Ликвидационные балансы составляются для характеристики имущественного состояния компании при прекращении деятельности как юридического лица[22].

- По степени готовности:
  1. Предварительный (провизорный) баланс — бухгалтерский баланс, составляемый заранее на конец отчётного периода с учётом ожидаемых изменений в составе имущества компании.
  2. Заключительный баланс — отчётный документ о производственно-финансовой деятельности компании за определённый период времени[20].
- По уровню консолидации:
  1. Единый бухгалтерский баланс отражает деятельность одной компании[9].
  2. Консолидированный (сводный) баланс — сводный отчёт о деятельности и финансовых результатах материнского и дочерних обществ в целом. Из консолидированного баланса исключается взаимный оборот дочерних компаний.
  3. Разделительный баланс➤ составляется при разделении одного хозяйствующего субъекта на несколько юридических лиц или при выделении из единого баланса некоторой доли капитала для образования новой организации. Разделительный баланс должен содержать положения о правопреемстве по всем обязательствам реорганизованного юридического лица.
- По признаку источника составления:
  1. Инвентарные балансы составляются на основании инвентарной ведомости имущества, средств в расчётах, обязательств.
  2. Книжный баланс строится по данным книжных записей/бухгалтерского учёта, без проведения инвентаризации[9].
- По наличию регулирующих статей (способу очистки) разделяют понятия баланса-брутто и баланса-нетто. Они отличаются наличием регулирующих статей баланса. Бухгалтерский баланс, включающий регулирующие статьи, называется балансом-брутто, а без регулирующих статей — балансом-нетто[9].
- По формам собственности различают балансы государственных, муниципальных, смешанных и совместных, частных компаний, а также общественных организаций.

### Ликвидационные балансы
При ликвидации компаний приходится составлять ряд различных «ликвидационных балансов», что основано на специфике деятельности ликвидируемой компании.
Перед составлением самого ликвидационного баланса для уточнения реального финансового положения ликвидируемой организации составляется промежуточный ликвидационный баланс. Промежуточный ликвидационный баланс содержит сведения о составе имущества ликвидируемого юридического лица, перечне предъявленных кредиторами требований, а также результаты их рассмотрения. Обычно промежуточные ликвидационные балансы составляются неоднократно, а их количество зависит от длительности ликвидационного процесса, информационных потребностей владельцев и кредиторов.
| Активы            | Активы | Пассивы       | Пассивы |
| ----------------- | ------ | ------------- | ------- |
| Денежные средства | 0      | Капитал       | 0       |
|                   |        | Обязательства | 0       |
| Всего             | 0      | Всего         | 0       |

Таким образом, промежуточный ликвидационный баланс содержит:
- сведения о составе активов и пассивов компании,
- стоимость его имущества,
- сведения об актуальной дебиторской и кредиторской задолженностях[22].

После проведения всех ликвидационных процедур составляется ликвидационный баланс — это отчёт о финансовом состоянии компании, отражающий его активы, обязательства и собственный капитал на дату ликвидации. Датой ликвидации называют дату исключения компании из государственного реестра. Такой баланс имеет вид нулевого баланса (когда все его статьи равны нулю).

### Разделительный баланс
Разделительный баланс — документ, который составляется при реорганизации юридического лица, содержит информацию о разделяемом имуществе, правах и обязанностях.
Разделительный баланс должен содержать положения о правопреемстве по всем обязательствам реорганизованного юридического лица в отношении всех его кредиторов и должников, включая и обязательства, оспариваемые сторонами.
Разделительный баланс утверждается учредителями (участниками) юридического лица или органом, принявшим решение о реорганизации юридического лица, и представляется вместе с учредительными документами для государственной регистрации вновь возникших юридических лиц или внесения изменений в учредительные документы существующего юридического лица.
Непредставление вместе с учредительными документами разделительного баланса, а также отсутствие в нём положений о правопреемстве по обязательствам реорганизованного юридического лица влекут отказ в государственной регистрации вновь возникших юридических лиц.

## Составление бухгалтерского баланса
Бухгалтерский баланс имеет форму двусторонней таблицы. Каждая строка таблицы (балансовый счёт) представляет собой наименование объекта бухгалтерского учёта и его стоимость на момент составления баланса. Основными составляющими бухгалтерского баланса являются активы (левая сторона таблицы), обязательства и капитал (правая сторона таблицы). В экономической литературе даётся следующие определения этих понятий:
1. активы — это хозяйственные средства, контроль над которыми организация получила в результате свершившихся фактов её хозяйственной деятельности и которые могут принести ей экономические выгоды в будущем.
2. обязательства — существующая на отчётную дату задолженность организации, которая образовалась вследствие осуществления её хозяйственной деятельности и расчёты по которой могут привести к оттоку активов.
3. капитал — вложения собственников и прибыль, накопленная за всё время деятельности организации[24].

Бухгалтерский баланс как форма финансовой отчётности составляется, как правило, на отчётную дату (конец календарного месяца, квартала, года). Однако важно понимать, что методологически бухгалтерский баланс, будучи сводом информации о стоимости имущества хозяйствующего субъекта, может быть определён по состоянию на любую дату (и даже на любое время) и может составляться так часто, как это представляется необходимым, даже по итогам каждой хозяйственной операции).
В бухгалтерском учёте, как и в физике, существует «закон сохранения» — ничто ниоткуда не возникает (любой актив у предприятия появляется из-за каких-либо действий), то есть синхронно с активами в балансе отображаются (в пассиве) источники их происхождения. Активы и пассивы отображаются раздельно: экономические ресурсы в активе, а источники в пассиве. Итог актива баланса всегда равен итогу пассива баланса, при создании предприятия исполняется бухгалтерское равенство:
Активы = Пассивы
Обычно часть активов вносится кем-то другим, кто не является собственником, с учётом этого равенство имеет такой вид:
Активы = Капитал + Обязательства
Суммы из обеих частей уравнения совпадают, потому что они описывают одни и те же объекты, но с двух разных точек зрения:
1. Актив отвечает на вопрос: чем являются средства[3]?
2. Пассив отвечает на вопрос: кто вложил эти средства[3][9]?

Итоговую сумму актива (пассива) баланса называют «валютой баланса», или «цифрой баланса».
Активы включают в себя все виды средств: здания, оборудование, запасы материалов, товаров, транспортные средства, задолженность клиентов, контрагентов, деньги на расчетных и других счетах в банках и так далее. Обязательства складываются из денежных средств, которые организация должна за поставленные ей товары и услуги, кредиты и так далее. Истинность того, что суммы обеих частей балансового уравнения будут равны друг другу, не зависит от количества проведённых операций. Равенство активов и пассивов основывается на принципе двойной записи (способ ведения учёта, при котором каждое изменение состояния средств организации отражается, по крайней мере, на двух счетах, обеспечивая общий баланс).
Активы и пассивы обычно подразделяются на текущие и долгосрочные. В международной практике активы в балансе перечисляются в порядке их ликвидности.
Статьи бухгалтерского баланса формируются в результате обработки большого количества хозяйственных операций, которые структурно объединяются в группы в соответствии с их характером и функцией. Каждая существенная статья должна представляться в отчётности отдельно. Статьи, которые содержат несущественные суммы, должны объединяться с суммами аналогичного характера или назначения и не должны представляться отдельно.
Правильное составление бухгалтерского баланса предполагает:
1. Полный охват показателей и результатов деятельности компании.
2. Надлежащую группировку хозяйственных процессов в соответствии с природой того или иного процесса
3. Правильное отображение операций, которое позволит определить не только финансовое состояние компании, но и его финансовый результат[28].

В России форма бухгалтерского баланса и порядок его составления юридическими лицами (кроме кредитных и бюджетных организаций) регламентируются ПБУ 4/99 «Бухгалтерская отчетность организаций» (ПБУ 4/99 прекращает своё действие с 1 января 2025 года). Форма действующего на Украине бухгалтерского баланса всех юридических лиц (кроме кредитных и бюджетных организаций) и порядок его заполнения регулируются Национальным положением (стандартом) бухгалтерского учёта № 2 «Баланс». Порядок составления бухгалтерского баланса банками регулируется «Положением про организацию бухгалтерского учёта и отчётности в банках Украины», выданным Национальным банком Украины и «Положением Банка России от 26.03.2007 № 302-П „О правилах ведения бухгалтерского учёта в кредитных организациях, расположенных на территории Российской Федерации“», выданным Центральным банком Российской Федерации.
Как на Украине, так и в России в бухгалтерском балансе активы и обязательства должны быть представлены с подразделением в зависимости от срока обращения (погашения) на краткосрочные и долгосрочные. Хотя в отчёте по ликвидности (форма баланса для российских банков) активы и обязательства не разделяются на краткосрочные и долгосрочные. Активы и обязательства представляются как краткосрочные, если срок обращения (погашения) по ним не более 12 месяцев после отчётной даты или продолжительности операционного цикла, если он превышает 12 месяцев. Все остальные активы и обязательства представляются как долгосрочные. Статьи баланса в соответствии с US GAAP схожи с МСФО, но в американских стандартах есть требование располагать все статьи в порядке снижения ликвидности.

#### Ограничения баланса
Баланс имеет так же и ряд ограничений, на которые стоит обратить свое внимание.
Не все стоимости, по которым активы признаны в балансе, являются текущими. Стоимость денежных средств является текущей, но стоимость таких статей, как здания и оборудование (или, по крайней мере, основная их часть), являются стоимостью, которая была давно. Такие коэффициенты, как прибыль на активы, отражают в числителе показатели в текущей стоимости денежных средств, а в знаменателе показатели в исторической стоимости денежных средств. В этом случае сравнения между компаниями могут привести к заблуждению.
Кроме того, баланс также содержит много начисленных сумм (убыток от списания безнадежной дебиторской задолженности, накопленный износ). Некоторые обязательства также являются начисленными: подоходный налог, расходы по гарантийным обязательствам, пенсионные обязательства и пр. Стоимость некоторых статей в балансе может быть неточной. Примерами могут служить нематериальные активы и суммы, записанные как отсроченные обязательства по налоговым платежам.

## Форма бухгалтерского баланса
Содержательная часть бухгалтерского баланса определяется его строением и структурой.

### МСФО
| Статья                        | 31 марта 2011 | 31 марта 2010 | 31 марта 2009 |
| ----------------------------- | ------------- | ------------- | ------------- |
| Актив                         |               |               |               |
| Текущие активы                |               |               |               |
| Деньги и денежные эквиваленты | 25,105,000    | 19,967,000    | 24,748,000    |
| Запасы                        | 15,737,000    | 15,222,000    | 14,776,000    |
| Другие оборотные активы       | 6,243,000     | 5,472,000     | 6,404,000     |
| Основные средства             | 76,124,000    | 71,820,000    | 74,939,000    |
| Прочие активы                 | 7,985,000     | 7,823,000     | 7,159,000     |
| Всего текущие активы          | 142,734,000   | 139,914,000   | 114,396,000   |
| Долгосрочные активы           |               |               |               |
| Долгосрочные инвестиции       | 132,933,000   | 105,241,000   | 97,746,000    |
| Основные средства             | 76,124,000    | 71,820,000    | 74,939,000    |
| Прочие активы                 | 7,985,000     | 7,823,000     | 7,159,000     |
| Всего долгосрочные активы     | 217,041,000   | 184,886,000   | 179,844,000   |
| Всего активов                 | 359,775,000   | 324,800,000   | 294,240,000   |
| Пассив                        |               |               |               |
| Текущие обязательства         |               |               |               |
| Кредиторская задолженность    | 40,892,000    | 41,159,000    | 29,274,000    |
| Всего текущие обязательства   | 130,200,000   | 114,364,000   | 107,212,000   |
| Долгосрочная задолженность    | 77,814,000    | 75,079,000    | 63,799,000    |
| Доля меньшинства              | 7,090,000     | 6,108,000     | 5,462,000     |
| Всего обязательств            | 228,018,000   | 207,822,000   | 186,912,000   |
| Капитал                       |               |               |               |
| Нераспределенная прибыль      | 142,805,000   | 123,808,000   | 116,752,000   |
| Казначейские акции            | (15,219,000)  | (13,489,000)  | (12,766,000)  |
| Всего капитала                | 124,667,000   | 110,870,000   | 101,865,000   |
| Всего пассивов                | 359,775,000   | 324,800,000   | 294,240,000   |

Представление бухгалтерского баланса в соответствии с международными стандартами финансовой отчётности регламентируется МСФО 1 «Представление финансовой отчётности». Стандарт достаточно гибок и, таким образом, применим к различным видам компаний вне зависимости от рода деятельности и размера. В соответствии с МСФО капитал является балансирующей статьёй, наличие которой и делает баланс автоматически сходящимся.
Существенные статьи должны представляться в финансовой отчётности отдельно. Несущественные суммы должны объединяться с суммами аналогичного характера или назначения. Информация является существенной, если её раскрытие может повлиять на экономические решения пользователей. IAS 1 требует отображать на балансе отдельно оборотные активы/краткосрочные обязательства и внеоборотные активы/долгосрочные обязательства.
К статьям, подлежащим обязательному отражению в балансе, относятся:
- основные средства,
- инвестиционная недвижимость,
- нематериальные активы,
- финансовые активы,
- инвестиции,
- биологические активы[42],
- запасы,
- торговая и прочая дебиторская (и кредиторская) задолженность,
- денежные средства и их эквиваленты,
- активы и обязательства, предназначенные для продажи[43],
- оценочные и финансовые обязательства,
- обязательства и активы по налоговым платежам (текущие и отложенные)[44],
- капитал и резервы, доля меньшинства[36][41][45][46].

Дополнительные линейные статьи, должны представляться в балансе тогда, когда такое представление необходимо для достоверного представления финансового положения компании. Решение в отношении того, должны ли дополнительные статьи быть представлены отдельно, должно основываться на оценке:
- содержания и ликвидности активов,
- функции активов внутри компании,
- размера, содержания и сроков обязательств[41][47].

### US GAAP
В США порядок составления отчётности регламентируется GAAP и документами, выданными Комиссией по ценным бумагам и биржам, которая устанавливает дополнительное требование на предоставление сравнительных данных за три отчётных периода.
Статьи баланса в соответствии с US GAAP схожи с IAS, но в американских стандартах есть требование располагать все статьи в порядке снижения ликвидности.
|                   | МСФО | US GAAP | UK GAAP |
| ----------------- | --- | --- | --- |
| Стандарт          | МСФО 1 «Представление финансовой отчетности»                                                                    | - Положения о концепциях финансового учёта: 6; - Положения о стандартах финансового учёта: 5, 6, 12, 57, 78, 96, 115, 130; - Интерпретации Комитета по стандартам финансового учёта: 8; - Мнения Комитета по бухгалтерским принципам: 6,12,21,22; - Бюллетени бухгалтерских исследований: 43, Ch. 2, 3A; - Технический бюллетень: 79-3. | - Стандарты финансовой отчетности: 3 и 18; - Закон «О компаниях» статья 85.                                             |
| Состав отчета     | Двухгодичная балансовая отчетность.                                                                             | Аналогично МСФО, кроме того, что данные должны быть представлены за трехлетний период, исходя из требований SEC. | Аналогично МСФО. |
| Структура баланса | Не предписывает специфического формата, однако некоторые пункты должны быть обязательно представлены в балансе. | Аналогично МСФО, статьи в балансе располагаются в порядке снижения ликвидности. | Закон о компаниях определяет различные форматы отчетности. Статьи баланса аналогично МСФО, кроме акционерного капитала. |

### РСБУ
В России коммерческие, бюджетные и страховые организации, кредитные организации и банки, негосударственные пенсионные фонды имеют различные формы отчёта, их формы и порядок заполнения утверждаются Министерством финансов Российской Федерации (Центральным банком для кредитных организации и банков). При этом общие принципы составления бухгалтерского баланса для организаций (за исключением кредитных организации и банков, а также государственных и муниципальных учреждений) закреплены в положении по бухгалтерскому учёту «Бухгалтерская отчётность организации» (ПБУ 4/99).
- Форма бухгалтерского баланса коммерческих организаций регламентируется Приказом Министерства финансов Российской Федерации «О формах бухгалтерской отчётности организаций»[50]. С 2011 года форма российского бухгалтерского баланса коммерческих организаций была изменена и теперь включает в себя данные на конец трёх лет, также были изменены и сами статьи баланса[51]. А начиная с отчётности за 2012 год субъекты малого предпринимательства могут использовать упрощенную форму бухгалтерского баланса[52].
- Форма бухгалтерского баланса бюджетных организаций регламентируется Приказом Министерства финансов Российской Федерации «Об утверждении Инструкции о порядке составления, представления годовой, квартальной бухгалтерской отчетности государственных (муниципальных) бюджетных и автономных учреждений» от 25 марта 2011 года № 33н[53]
- Форма бухгалтерского баланса казённых учреждений регламентируется Приказом Министерства финансов Российской Федерации «Об утверждении Инструкции о порядке составления и представления годовой, квартальной и месячной отчетности об исполнении бюджетов бюджетной системы Российской Федерации» от 28 декабря 2010 года № 191н[53]
- Форма бухгалтерского баланса страховых организаций регламентируется Приказом Министерства финансов Российской Федерации «О формах бухгалтерской отчетности страховых организаций и отчетности, представляемой в порядке надзора» (вместе с «Указаниями об объёме форм бухгалтерской отчетности страховых организаций», «Указаниями о порядке составления и представления бухгалтерской отчетности страховых организаций», «Инструкцией об объёме форм отчетности, представляемой в порядке надзора, порядке её составления и представления») от 11.05.2010 № 41н[54].
- Форма бухгалтерского баланса негосударственных пенсионных фондов регламентируется Приказом Министерства финансов Российской Федерации «Об особенностях бухгалтерской отчётности негосударственных пенсионных фондов» от 10 января 2007 года № 3н[55].
- Форма бухгалтерского баланса кредитных организаций и банков регламентируется Указанием Банка России (ред. от 13.12.2010) «О перечне, формах и порядке составления и представления форм отчетности кредитных организаций в Центральный банк Российской Федерации» от 12 ноября 2009 года № 2332-У[56].

- Форма и расшифровка строк бухгалтерского баланса[57]:

| Раздел                      | Группа статей                                             | Наименование показателя | Код       | Алгоритм расчета показателя |
| --------------------------- | --------------------------------------------------------- | --- | --------- | --- |
| АКТИВ                       |                                                           | |           | |
| Внеоборотные активы         | Нематериальные активы                                     | Права на объекты интеллектуальной (промышленной) собственности Патенты, лицензии, торговые знаки, знаки обслуживания, иные аналогичные права и активы Организационные расходы Деловая репутация организации Нематериальные поисковые активы (1130)                                                            | 1110-1140 | Дебет 04 — Кредит 05 + (Д08 — К05 (в части нематериальных поисковых активов)) |
|                             | Основные средства                                         | Земельные участки и объекты природопользования Здания, машины, оборудование и другие основные средства Незавершённое строительство | 1150      | Д01 — К02 (кроме амортизации основных средств, учитываемых на счете 03 «Доходные вложения в материальные ценности»)                                                                                                 |
|                             | Доходные вложения в материальные ценности                 | Имущество для передачи в лизинг Имущество, предоставляемое по договору проката | 1160      | Д03 — К02 (кроме амортизации основных средств, учитываемых на счете 01) |
|                             | Финансовые вложения                                       | Инвестиции в дочерние общества Инвестиции в зависимые общества Инвестиции в другие организации Займы, предоставленные организациям на срок более 12 месяцев Прочие финансовые вложения | 1170      | Д58 — К59 (в части долгосрочных финансовых вложений) + Д73.1 (в части долгосрочных процентных займов) |
|                             | Отложенные налоговые активы                               | «Отложенные налоговые активы» | 1180      | Д09 |
|                             | Прочие внеоборотные активы                                | «Оборудование к установке», «Расходы будущих периодов» | 1190      | Д07 + Д08 (кроме поисковых активов) + Д97 (в части расходов со сроком списания свыше 12 месяцев после отчетной даты)                                                                                                |
| Оборотные активы            | Запасы                                                    | Сырье, материалы и другие аналогичные ценности Затраты в незавершенном производстве (издержках обращения) Готовая продукция, товары для перепродажи и товары отгруженные Расходы будущих периодов | 1210      | Д10 + Д11 — К14 + Д15 + Д16 + Д20 + Д21 + Д23 +Д28 + Д29 + Д41 — К42 + Д43 + Д44 + Д45 + Д97 (в части расходов со сроком списания не более 12 месяцев после отчетной даты)                                          |
|                             | Налог на добавленную стоимость по приобретённым ценностям | «Налог на добавленную стоимость по приобретенным ценностям» | 1220      | Д19 |
|                             | Дебиторская задолженность                                 | Покупатели и заказчики Векселя к получению Задолженность дочерних и зависимых обществ Задолженность дочерних и зависимых обществ Задолженность участников (учредителей) по вкладам в уставный капитал Авансы выданные Прочие дебиторы                                                                         | 1230      | Д46 + Д60 + Д62 — К63 + Д68 + Д69 + Д70 + Д71 + Д73 (за исключением процентных займов, учтенных на субсчете 73-1) + Д75 + Д76 (за минусом отраженного на счетах учёта расчетов НДС с авансов выданных и полученных) |
|                             | Финансовые вложения                                       | Займы, предоставленные организациям на срок менее 12 месяцев Собственные акции, выкупленные у акционеров Прочие финансовые вложения | 1240      | Д58 — К59 (в части краткосрочных финансовых вложений) + Д55-3 + Д73-1 (в части краткосрочных процентных займов) |
|                             | Денежные средства и денежные эквиваленты                  | Расчётные счета Валютные счета Прочие денежные средства | 1250      | Д50 (кроме субсчета 50.3 «Денежные документы») + Д51 + Д52 + Д55 (кроме сальдо субсчета 55.3) + Д57 |
|                             | Прочие оборотные активы                                   | «Денежные документы», «Недостачи и потери от порчи ценностей» | 1260      | Д50-3 + Д94 |
| ПАССИВ                      |                                                           | |           | |
| Капитал и резервы           | Уставный капитал                                          | Уставный капитал (складочный капитал, уставный фонд, вклады товарищей), Собственные акции, выкупленные у акционеров (1320) | 1310-1320 | К80+ Д81 (в круглых скобках) |
|                             | Добавочный капитал                                        | Переоценка внеоборотных активов, Добавочный капитал (без переоценки) | К83       | |
|                             | Резервный капитал                                         | Резервы, образованные в соответствии с законодательством Резервы, образованные в соответствии с учредительными документами | 1360      | К82 |
|                             | Нераспределённая прибыль (непокрытый убыток — вычитается) | «Прибыли и убытки», «Нераспределенная прибыль (непокрытый убыток)» | 1370      | Или К99 + К84 Или Д99 + Д84 (результат отражается в круглых скобках) Или К84 — Д99 (если значение отрицательное, отражается в круглых скобках) Или К99 — Д84 (так же)                                               |
| Долгосрочные обязательства  | Заёмные средства                                          | Кредиты, подлежащие погашению более чем через 12 месяцев после отчётной даты Займы, подлежащие погашению более чем через 12 месяцев после отчётной даты | 1410      | К67 (в части задолженности со сроком погашения на отчетную дату свыше 12 месяцев) |
|                             | Отложенные налоговые обязательства                        | «Отложенные налоговые обязательства» | 1420      | К77 |
|                             | Оценочные обязательства                                   | «Резервы предстоящих расходов» | 1430      | К96 (в части оценочных обязательств со сроком исполнения свыше 12 месяцев после отчетной даты) |
|                             | Прочие обязательства                                      | 60, 62, 68, 69, 76, 86 «Целевое финансирование» | 1450      | К60 + К62 + К68 + К69 + К76 + К86 (все в части долгосрочной задолженности) |
| Краткосрочные обязательства | Заёмные средства                                          | Кредиты, подлежащие погашению в течение 12 месяцев после отчётной даты Займы, подлежащие погашению в течение 12 месяцев после отчётной даты | 1510      | К66 + К67 (в части задолженности со сроком погашения не более 12 месяцев на отчетную дату) |
|                             | Кредиторская задолженность                                | Поставщики и подрядчики Векселя к уплате Задолженность перед дочерними и зависимыми обществами Задолженность перед персоналом организации Задолженность перед бюджетом и государственными внебюджетными фондами Задолженность участникам (учредителями) по выплате доходов Авансы полученные Прочие кредиторы | 1520      | К60 + К62 + К68 + К69 + К70 + К71 + К73 + К75 + К76 (в части краткосрочной задолженности, за минусом отраженного на счетах учёта расчетов НДС с авансов выданных и полученных)                                      |
|                             | Доходы будущих периодов                                   | «Доходы будущих периодов» | 1530      | К98 |
|                             | Оценочные обязательства                                   | | 1540      | К96 (в части оценочных обязательств со сроком исполнения не более 12 месяцев после отчетной даты) |
|                             | Прочие обязательства                                      | | 1550      | К86 (в части краткосрочных обязательств) |

## Анализ
Анализ бухгалтерского баланса проводится с помощью одного из следующих способов:
1. анализ непосредственно по балансу без изменения состава балансовых статей;
2. анализ уплотнённого сравнительного аналитического баланса путём агрегирования некоторых однородных по составу элементов;
3. анализ откорректированного баланса на индекс инфляции с последующим агрегированием статей в необходимых аналитических разрезах[58].

Таким образом, анализ баланса может проводиться непосредственно по бухгалтерскому балансу или по агрегированному аналитическому балансу. Анализ по самому балансу достаточно трудоёмкий и неэффективный процесс, так как он предполагает расчёт множества показателей и, таким образом, не позволяет выделить главные тенденции в финансовом состоянии организации.
Аналитический баланс сводит и систематизирует те расчёты, которые обычно осуществляет аналитик при ознакомлении с балансом. Аналитический баланс охватывает множество показателей, характеризующих статику и динамику финансового состояния организации. Этот баланс фактически включает показатели как горизонтального, так и вертикального анализа.
Существует шесть этапов анализа бухгалтерского баланса:
1. анализ динамики и структуры баланса,
2. анализ финансовой устойчивости организации,
3. анализ ликвидности баланса и платежеспособности компании,
4. анализ состояния активов,
5. анализ деловой активности,
6. диагностика финансового состояния компании[59].

### Анализ динамики и структуры баланса
| Схема построения сравнительного аналитического баланса | Схема построения сравнительного аналитического баланса | Схема построения сравнительного аналитического баланса | Схема построения сравнительного аналитического баланса | Схема построения сравнительного аналитического баланса | Схема построения сравнительного аналитического баланса | Схема построения сравнительного аналитического баланса    | Схема построения сравнительного аналитического баланса | Схема построения сравнительного аналитического баланса |
| ------------------------------------------------------ | ------------------------------------------------------ | ------------------------------------------------------ | ------------------------------------------------------ | ------------------------------------------------------ | ------------------------------------------------------ | --------------------------------------------------------- | ------------------------------------------------------ | ------------------------------------------------------ |
| Наименование статей                                    | Абсолютные величины                                    | Абсолютные величины                                    | Относительные величины                                 | Относительные величины                                 | Изменения                                              | Изменения                                                 | Изменения                                              | Изменения                                              |
| Наименование статей                                    | На начало года                                         | На конец года                                          | На начало года                                         | На конец года                                          | В абсолютных величинах                                 | В структуре                                               | В % к величине на начало года                          | В % к изменению баланса                                |
| Актив                                                  |                                                        |                                                        |                                                        |                                                        |                                                        |                                                           |                                                        |                                                        |
| A1                                                     | А1                                                     | A2                                                     | {\displaystyle {\frac {A1}{B1}}*100\%}                 | {\displaystyle {\frac {A2}{B2}}*100\%}                 | {\displaystyle A=A2-A1}                                | {\displaystyle ({\frac {A2}{B2}}-{\frac {A1}{B1}})*100\%} | {\displaystyle {\frac {A}{A1}}*100\%}                  | {\displaystyle {\frac {A}{B}}*100\%}                   |
| An                                                     |                                                        |                                                        |                                                        |                                                        |                                                        |                                                           |                                                        |                                                        |
| Баланс (B)                                             | B1                                                     | B2                                                     |                                                        |                                                        | B=B2—B1                                                | 0                                                         | {\displaystyle {\frac {B}{B1}}*100\%}                  |                                                        |
| Пассив                                                 |                                                        |                                                        |                                                        |                                                        |                                                        |                                                           |                                                        |                                                        |
| P1                                                     | P1                                                     | P2                                                     | {\displaystyle {\frac {P1}{B1}}*100\%}                 | {\displaystyle {\frac {P2}{B2}}*100\%}                 | {\displaystyle P=P2-P1}                                | {\displaystyle ({\frac {P2}{B2}}-{\frac {P1}{B1}})*100\%} | {\displaystyle {\frac {P}{P1}}*100\%}                  | {\displaystyle {\frac {P}{B}}*100\%}                   |
| Pn                                                     |                                                        |                                                        |                                                        |                                                        |                                                        |                                                           |                                                        |                                                        |
| Баланс (B)                                             | B1                                                     | B2                                                     |                                                        |                                                        | B=B2—B1                                                |                                                           | {\displaystyle {\frac {B}{B1}}*100\%}                  |                                                        |

Важным направлением анализа динамики и структуры баланса являются вертикальный и горизонтальный анализы, в ходе которых оцениваются удельный вес и структурная динамика отдельных групп и статей актива и пассива баланса. Горизонтальный и вертикальный анализы взаимодополняют друг друга и на практике обычно строят аналитические таблицы, в которых анализируется как структура отчёта, так и динамика её отдельных показателей.
Вертикальный анализ — представление финансового отчета в виде относительных показателей. Такое представление позволяет увидеть удельный вес каждой статьи баланса в его итоге. Обязательным элементом анализа являются динамические ряды этих величин, посредством которых можно отслеживать и прогнозировать структурные изменения в составе активов и их источников покрытия. Таким образом осуществляется переход к относительным показателям, что позволяет провести сравнительный анализ предприятий с учётом отраслевой специфики и других характеристик. Схема расчёта относительных показателей показана в столбце «Относительные величины» в Схеме построение сравнительного аналитического баланса.
Горизонтальный анализ баланса заключается в построении аналитических таблиц, в которых вычисляются абсолютные показатели изменения балансовых сумм и относительные показатели роста (снижения) этих сумм.

### Анализ финансовой устойчивости компании
Абсолютные показатели финансовой устойчивости определяются:
- наличием реального собственного капитала (чистых активов);
- наличием собственных оборотных средств и чистого оборотного капитала.

Относительные показатели финансовой устойчивости — это коэффициенты финансовой устойчивости.

### Анализ ликвидности баланса и платёжеспособности
Ликвидность баланса означает наличие оборотных средств в размере, потенциально достаточном для погашения краткосрочных обязательств. Ликвидность баланса является основой платежеспособности организации. Оценка ликвидности баланса может производиться различными методами, в том числе на основе расчета основных коэффициентов ликвидности.

### Анализ состояния активов
При проведении анализа бухгалтерского баланса необходимо проанализировать состав, структуру и эффективность использования внеоборотных и оборотных активов. Для оценки эффективности оборотных активов применяются показатели рентабельности и оборачиваемости.

### Анализ деловой активности
Оценка деловой активности может быть проведена по следующим направлениям:
1. по уровню эффективности использования ресурсов (уровню и динамике фондоотдачи, производительности труда, рентабельности и других показателей). Наиболее важные в этой группе — показатели оборачиваемости активов и капитала.
2. по определению темпов роста или снижения прибыли, оборота и других показателей деятельности.
3. по специальным показателям, характеризующим деловую активность (коэффициентам устойчивости экономического роста, способности самофинансирования, инвестиционной активности).

### Диагностика финансового состояния компании
Диагностика финансового состояния проводится с помощью расчёта различных финансовых коэффициентов, проведения дискриминантного анализа (например, использование модели Альтмана или прочих финансовых или математических формул или моделей).